# Andrzej Jałbrzyk Wyszyński
Andrzej Jałbrzyk Wyszyński herbu Grabie (zm. przed 23 lutego 1595) – sędzia ziemski bielski w 1591 roku, podstarości brański w latach 1590–1591, wojski drohicki w latach 1586–1591, pisarz grodzki brański w latach 1573–1590.
Poseł na sejm koronacyjny 1574 roku z powiatu bielskiego. Poseł na sejm 1579/1580 roku z ziemi bielskiej. Poseł na sejm 1585 roku z województwa podlaskiego. Poseł na sejm konwokacyjny 1587 roku z województwa podlaskiego, podpisał akt konfederacji generalnej. Poseł na sejm 1590/1591 roku z ziemi drohickiej
Podpisał pacta conventa Zygmunta III Wazy w 1587 roku. Poseł na sejm koronacyjny 1587/1588 roku z województwa podlaskiego. Deputat do odbierania kwarty i szafowania nią.. W 1587 roku podpisał reces, sankcjonujący wybór Zygmunta III Wazy. W 1589 roku był sygnatariuszem ratyfikacji traktatu bytomsko-będzińskiego na sejmie pacyfikacyjnym.